# Valle Salado (Añana)
El valle salado de Añana (Álava), es una salina de interior, que aprovecha cuatro manantiales de agua salada que brotan en la parte más alta de este valle. En él se encuentran numerosas eras que se llenan con estas aguas, dejándose secar al sol para obtener sal.
La explotación de sal está documentada arqueológicamente desde hace más siete milenios, lo que la convierte en la salina en activo más antigua del mundo. En el siglo XXI su actividad productiva se complementa con usos culturales y turísticos.
En 2017 fue incluido por la FAO en su lista de Sistemas Importantes del Patrimonio Agrícola Mundial.

## Procedencia de la sal
La existencia de sal en Añana se explica por el fenómeno geológico denominado diapiro. En líneas generales, consiste en la ascensión hacia la superficie terrestre de materiales más antiguos debido a su menor densidad, del mismo modo que una burbuja de aire inmersa en aceite tiene un movimiento ascendente, el cual se formó hace 200.000.000 de años.
El agua de lluvia caída sobre el diapiro atraviesa las capas de sal, aflorando de nuevo a la superficie en forma de salmuera. Los cuatro manantiales existentes en Añana aportan un caudal medio de 3 litros por segundo, con una salinidad media superior a 250 gramos por litro. Mucho, en comparación con las aguas del Océano Atlántico con unos 36 g de sal por L, pero no llegando a los niveles de unos 350 g/l del Mar Muerto.

## Historia

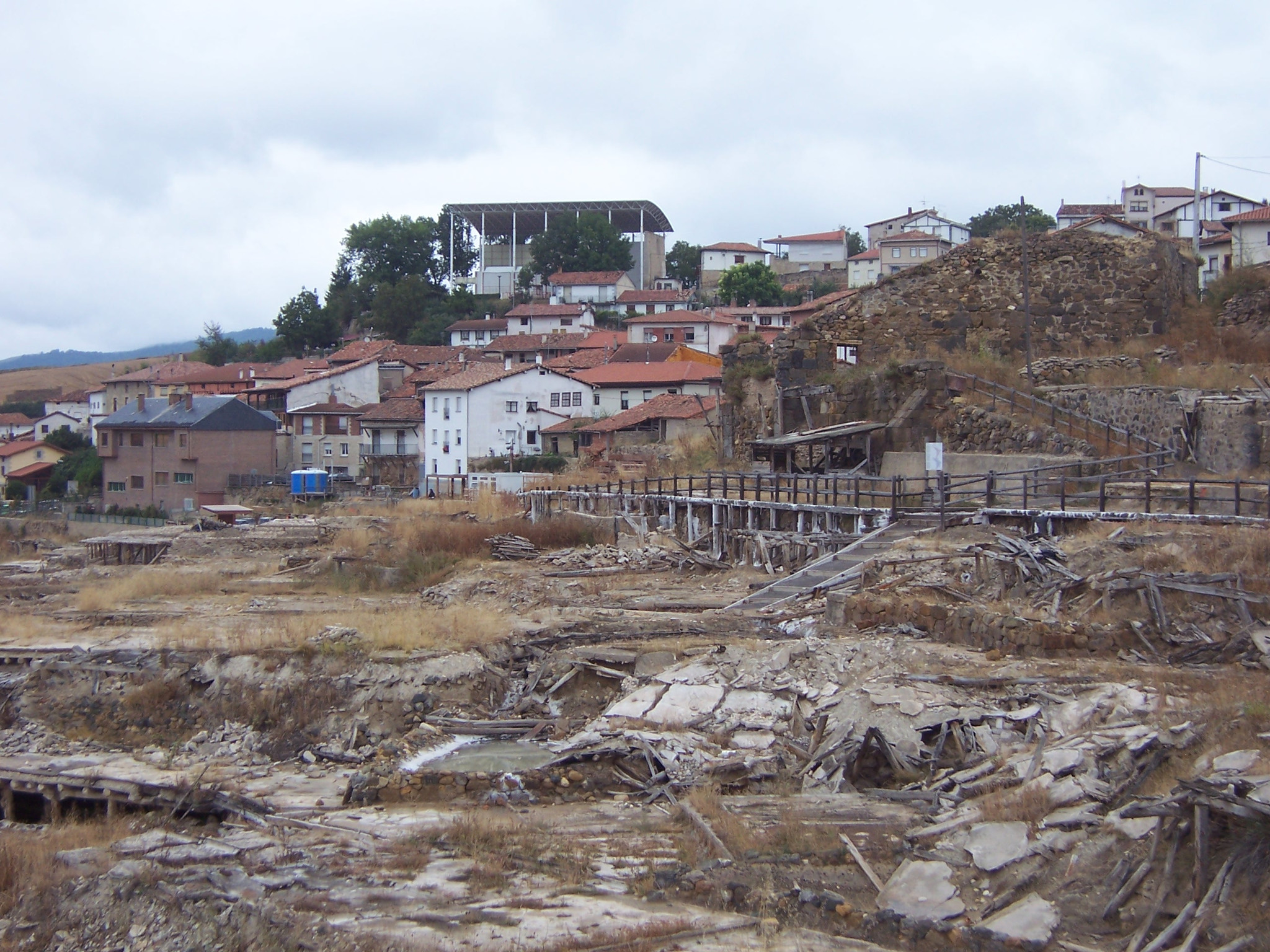
Eras derruidas junto a Salinas de Añana.

Las excavaciones arqueológicas que se realizan en el Valle Salado de Añana han demostrado que son las salinas en activo más antiguas del mundo, con más de 7.000 años de historia. Durante la Prehistoria, las salinas de Añana tenían un aspecto muy diferente al que podemos ver en la actualidad. Esto se debe a que el sistema productivo era distinto. No basado en la exposición de la salmuera que surge de los manantiales a los agentes atmosféricos (sol y viento) sino en la evaporación forzada mediante la combustión de materiales ígneos. El cambio de sistema de evaporación, de forzada a natural, en el Valle Salado se produjo en torno al siglo I a. C., cuando esta zona del norte peninsular se integró en el Imperio Romano. La necesidad creciente de sal que se produjo en una sociedad que estaba muy avanzada respecto a las tribus locales, supuso no sólo modificaciones importantes en el hábitat, sino en los sistemas de producción y distribución del producto. De este modo, se adoptó en el Valle Salado un sistema de evaporación natural que, si bien tenía unos costes de construcción más elevados, implicaba multiplicar de manera exponencial la producción de sal. 
Durante el Imperio Romano, no sólo se cambió de forma radical el sistema productivo, sino que también se transformó completamente el poblamiento. Los habitantes del Valle Salado y del entorno se trasladaron de forma progresiva a un gran yacimiento romano conocido como “Las Ermitas” (localizado a seis kilómetros de Añana) que se identifica con la ciudad de Salionca citada durante el siglo II por el célebre geógrafo romano Ptolomeo en el territorio de la tribu de los Autrigones. La importancia de esta civitas no sólo residía en controlar la producción de sal, sino en las facilidades que su emplazamiento proporcionaba a su distribución. No hay que olvidar que estaba situada sobre un ramal de la ruta XXXIV, que unía Astorga (León) con Burdeos (Francia) y que servía para enlazar Deobriga (Miranda de Ebro) con Flaviobriga (Castrourdiales), por lo que era una de las principales vías de comunicación entre el centro de Hispania y la costa cantábrica. 
Los trabajos efectuados en la antigua ciudad romana de Salionca han identificado su abandono y destrucción a finales del siglo V d. C. Debido a ello, la población se desplazó a habitar las inmediaciones de las salinas. Entre el siglo VIII y la primera mitad del X se modificó la antigua comunidad del Valle Salado y surgió una red de aldeas independientes entre sí. Los textos conservados de los siglos X y XI nos muestran que en el valle se crearon al menos seis: Fontes, Terrazos, Villacones, Villanueva, Olisares y Orbón. Con la unión de los habitantes del Valle Salado en los distintos núcleos de población para afrontar la creciente presión de los poderes feudales y las crisis sistémicas, sus vecinos lograron mantener la propiedad de las eras y de la salmuera de los manantiales, mejorar el sistema de explotación y, con ello, la productividad y la comercialización de la sal.
En el año 1114 se inició en Añana un complejo proceso cuya principal consecuencia fue el abandono de la red de aldeas independientes creada entre los siglos VIII y X, y la compactación del poblamiento en un único núcleo que, con el tiempo, terminó denominándose Salinas de Añana. El Valle Salado de Añana que, tras un largo periodo en el que formó parte de sucesivos condados y alfoces, como el de la Fortaleza de Término (Santa Gadea del Cid), vio cómo a principios del siglo XII, los reyes consiguieron imponer su poder. La solución adoptada tanto por Alfonso I de Aragón, quien concedió el fuero de población en torno a 1114, como por Alfonso VII de León, que lo confirmó en 1140, fue eludir el enfrentamiento directo con las principales instituciones monásticas instaladas en Salinas. La táctica seguida consistió en respetar la jurisdicción de los individuos que estaban bajo la autoridad de los centros religiosos con mayor poder -San Salvador de Oña, Santo Domingo de Silos y San Millán de la Cogolla- e intentar atraer al resto de la habitantes (tanto de las aldeas de Añana como de su entorno) concediendo privilegios a todos aquellos que “voluntariamente” decidieran poblar el espacio elegido por el rey para construir la primera villa real del País Vasco.
Tras esta concesión, la gran mayoría de los vecinos de las seis aldeas abandonaron sus casas para ir a habitar el lugar elegido por el rey para crear la villa amurallada de Salinas de Añana, creándose órganos de gobierno únicos, tanto a nivel municipal como en las salinas, para controlar el Valle Salado. De este modo nació la Comunidad de Caballeros Herederos de las Reales Salinas de Añana, cuya dirección estaba en manos de dos individuos que eran elegidos periódicamente: uno de ellos protegía los intereses de los propietarios del sector religioso y el otro del laico.
En el año 1564 el rey Felipe II se apropió de todas las salinas de reino mediante la creación de denominado Monopolio de la Sal. Aunque respetó los antiguos privilegios y la Comunidad de Herederos de Añana pudo mantener la propiedad, se vieron obligados a entregar toda la producción en los nuevos almacenes reales y a explotarlas con estrictas normas marcadas por los funcionarios del rey que se instalaron en el valle. Este monopolio terminó tras el derrocamiento de Isabel II en 1868 y la Constitución de 1869 de marcado carácter liberal, ya que fue en ese mismo año cuando se promulgó la Ley de Minas, que declaró en venta todas las salinas del Estado y puso en marcha el desestanco de la sal.
La liberalización del mercado de la sal tras el final del Monopolio tuvo como efecto inmediato una durísima competencia en los mercados, en la que tuvieron un papel determinante los costes de producción y transporte. Las salinas costeras y las minas de sal no tardaron en acaparar los mercados con la instalación de vías ferroviarias y sus bajos costes de producción.
Debido a diversas circunstancias, como pueden ser la introducción de mejoras en las salinas costeras o la revolución de los transportes con la instalación del ferrocarril, las salinas entraron en una fase de declive que culminó con su casi abandono en los años setenta del siglo XX. Pero el Valle Salado destaca por su resiliencia. Prueba de ello es que a finales del siglo XX se puso en marcha un complejo Plan Director liderado por una Fundación, en el que se integró la Comunidad de Herederos de las salinas y las instituciones más importantes del País Vasco.
Actualmente el Valle Salado está en plena actividad, se ha recuperado aproximadamente la mitad de las más de 5.000 eras que llegó a tener en su época de máximo esplendor y su futuro está basado en la combinación de los trabajos de recuperación y producción de sal de alta calidad con las visitas guiadas al conjunto.

## Sistema de explotación

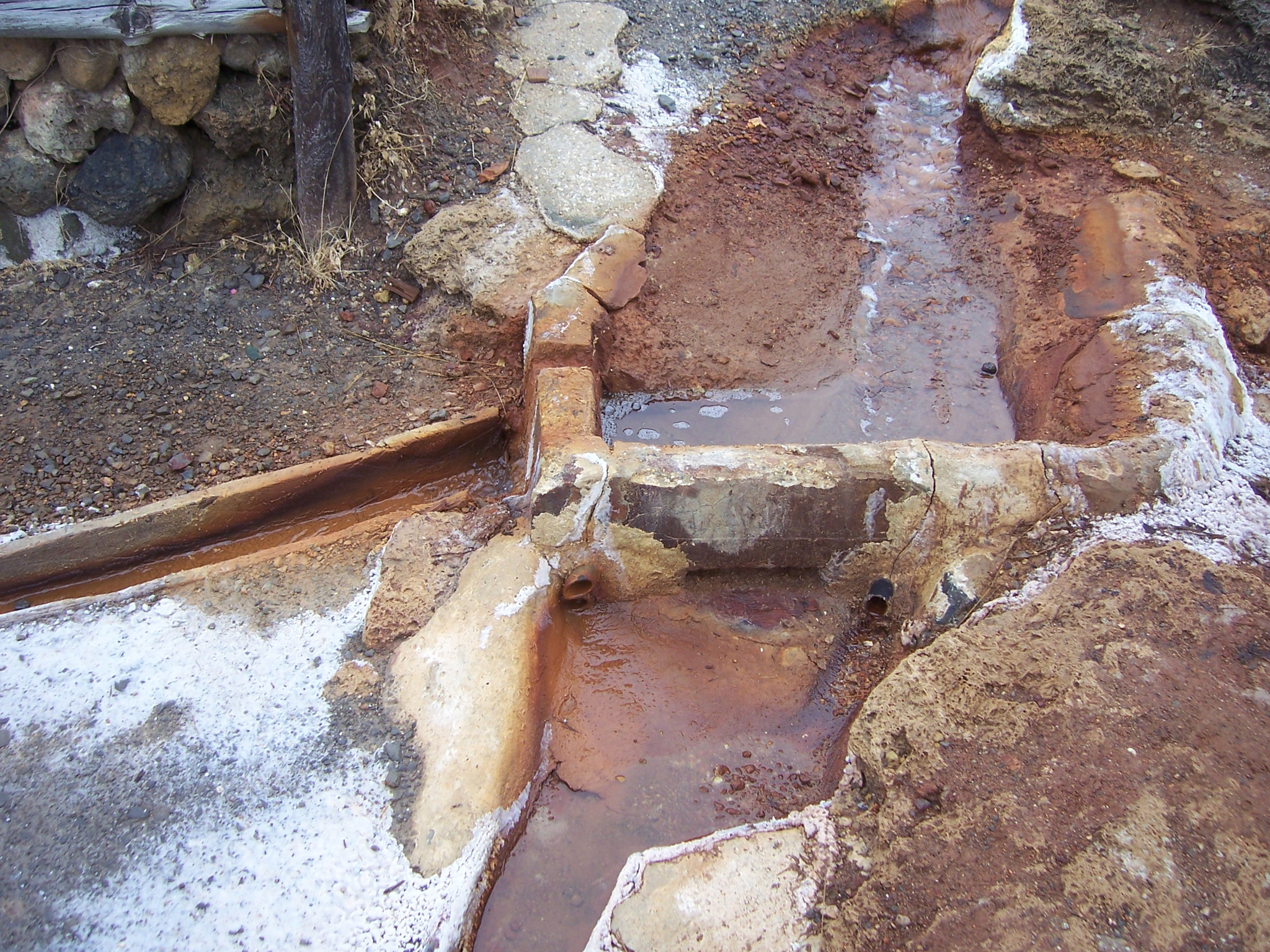
Partidero.

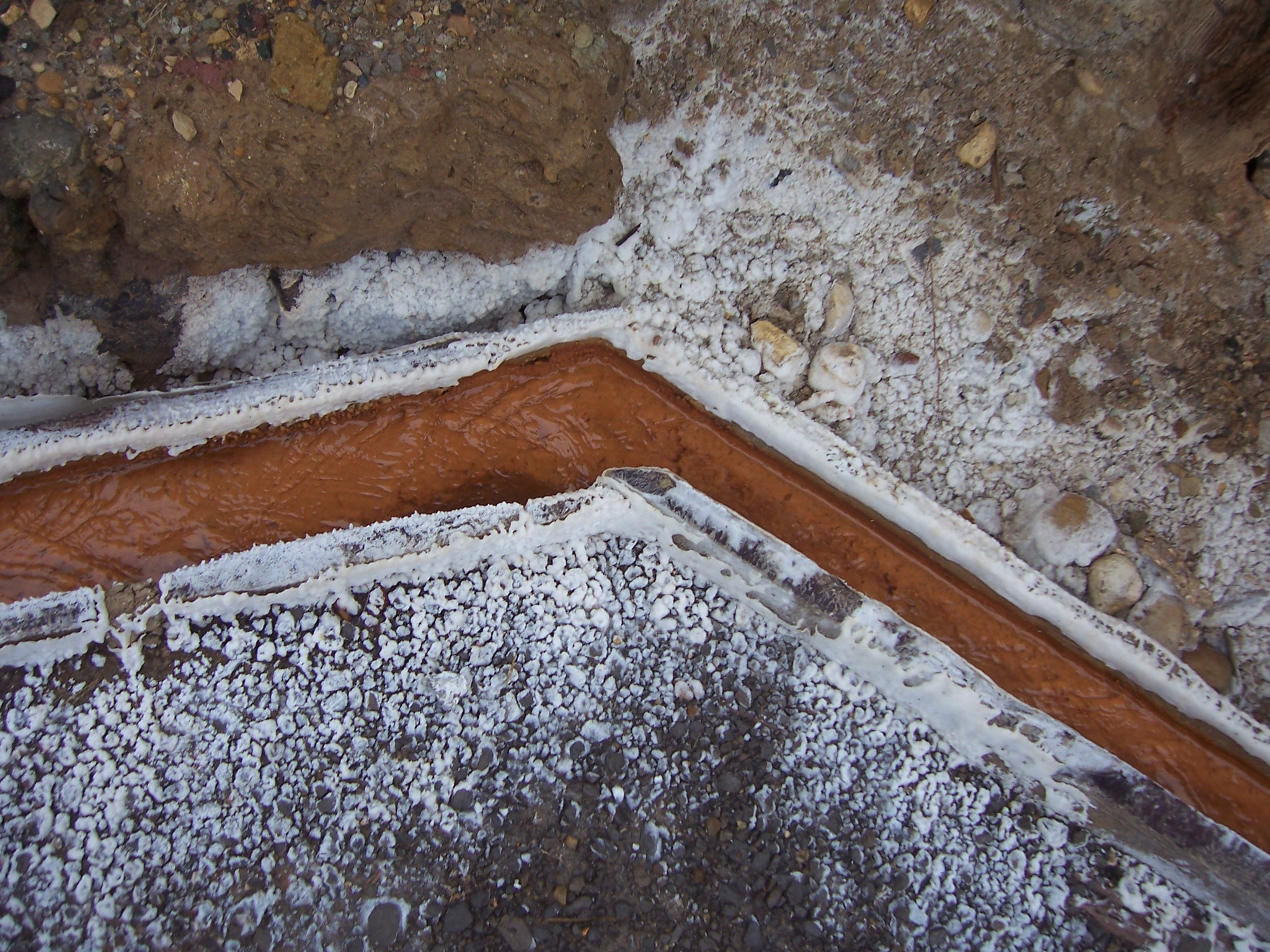
Canales de Muera.

Los manantiales son surgencias que suministran la salmuera a nivel de superficie de manera natural y continua, lo que permite su empleo sin necesidad de realizar perforaciones ni bombeos. Existe un gran número en el Valle Salado y su entorno, pero sólo cuatro de ellos -Santa Engracia, La Hontana, El Pico y Fuentearriba- son aprovechables, pues su caudal es permanente -unos 2 litros por segundo- y su grado de salinidad está cercano a la saturación -210 gramos de sal por litro-. El transporte del agua salada se realiza de manera continua y por gravedad a través de una red de canales llamados royos. Si bien en origen gran parte de ellos eran simples zanjas excavadas en el terreno, con el tiempo fueron sustituidos por troncos de madera, generalmente de pino. El sistema de distribución principal inicia su recorrido en el manantial de Santa Engracia, en un canal único que se divide en dos en una arqueta denominada Partidero. Por la ladera oriental del valle discurre el Royo de Suso y por la occidental, el de Quintana. Por el primero van doce partes de la salmuera y por el segundo, trece. A corta distancia del Partidero, en el denominado Celemín, se vuelve a dividir en dos. El que abastece la parte Este sigue denominándose Quintana y el que provee a la zona central se denomina de Enmedio o Meadero. 
Los depósitos son el corazón de las granjas de hacer sal y su llenado la causa de la mayor parte de las disputas entre los salineros. Esto se debe a la cantidad limitada de agua salada que emana de los manantiales, el gran número de eras existentes y la concentración de las labores de producción durante unos meses concretos, de mayo a septiembre. Todo ello explica el elevado número de pozos existentes en las salinas (actualmente 848) y la necesidad de un complejo reglamento de distribución de aprovechamiento de la muera, conocido como "Libro Maestro". El agua que no se usa al momento se almacena en pozos próximos a las eras y luego era recuperado mediante una especie de trabuquete, que consta de un poste de madera vertical con una viga tronco sobre ella que puede ser balanceada, en el que se engancha una piedra en su parte más corta y se ata una cuerda en el extremo más largo y en esta un cubo. Este se introduce en el pozo y una vez lleno se sube, apoyándose en la parte corta del tronco sin mucho esfuerzo, gracias al contrapeso. Una vez en la superficie se giraba el tronco para acercarlo a las eras y volcarlo en ellas. Actualmente es más cómodo el uso de motobombas y mangueras.
La obtención de la sal en Añana se basa en la evaporación del agua contenida en la salmuera por medios naturales. Para ello, se vierte el agua salada en unas plataformas horizontales denominadas eras, cuya superficie varía entre doce y veinte metros cuadrados. Los grupos de eras trabajadas por un mismo propietario se denominan granjas. Éstas se van adaptando a la compleja orografía del paisaje, tanto en forma como en altura, dando lugar a complicadas figuras que ocupan la mayor parte del Valle Salado. En la actualidad, hay ya recuperadas y en producción más de 2.000 eras.
Las eras son plataformas llanas, rectangulares, de pequeño tamaño, rodeadas por un pequeño borde a modo de piscinas de no más de diez centímetros. Sobre ellas se vierten pequeñas cantidades de agua salada y se dejan secar al sol, removiendo de vez en cuando, para que la sal no forme grandes bloques.
Para el máximo aprovechamiento del valle, las eras eran construidas con madera sobre vigas, para conseguir la mayor superficie llana posible, incluso más elevadas de lo inicialmente necesario, para utilizar sus bajos como pozos de muera o almacenes de sal. Para que estas plataformas de madera fuesen impermeables, se las cubría con arcilla aunque filtraban un poco. Sobre ésta se dejaba secar una capa de sal, para intentar separar la arcilla de la sal que se extraía y que de esta forma fuese lo más blanca posible, ya que la sal se utilizaba para consumo humano. En el siglo XVIII a la arcilla inicial se le añade greda, para impermeabilizar más. Al trabajar sobre la capa de sal dura que cubría la arcilla, esta se rompía y manchaba la sal. Para evitarlo en el siglo XIX se empezó a poner sobre la arcilla cantos rodados, que ayudaban a que la capa de sal dura no se rompiera, consiguiéndose así una sal de mayor calidad y más valorada. En el siglo XX para conseguir sal lo más limpia posible, se empezó a cubrir la eras con cemento. Esta capa no resistía bien los cambios de temperatura, agrietándose y llevando a tener que añadir más capas de cemento para poder seguir trabajando. Este peso extra hace que las vigas que soportan la era lleguen a ceder, llegando a hundirse si no son reparadas. 
La muera vertida sobre las eras se dejaba evaporando agua cerca de un día y se almacenaba todavía húmeda en los depósitos o terrazos situados junto a bajo las eras, introduciéndola por unas aberturas en superiores llamadas boqueras. En estos almacenes particulares los salineros depositan la sal producida desde mayo a septiembre. En octubre es transportada hasta los espacios de almacenaje situados en el exterior de la explotación para su posterior envasado y comercialización.La época de explotación dependía del buen tiempo, ya que es necesaria buena climatología se realizaba de mediados de primavera, verano y mediados de otoño. 

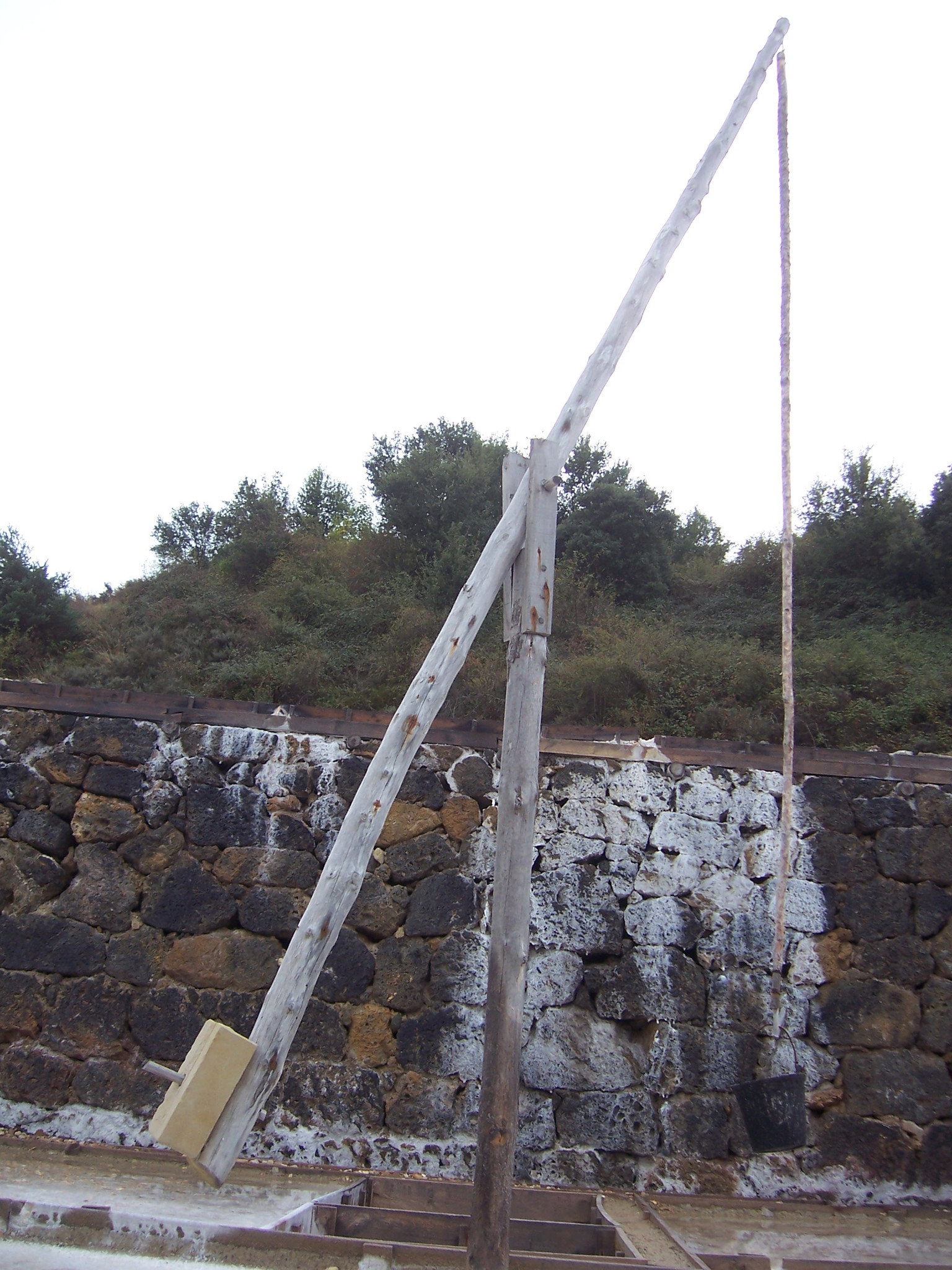
Trabuquete.

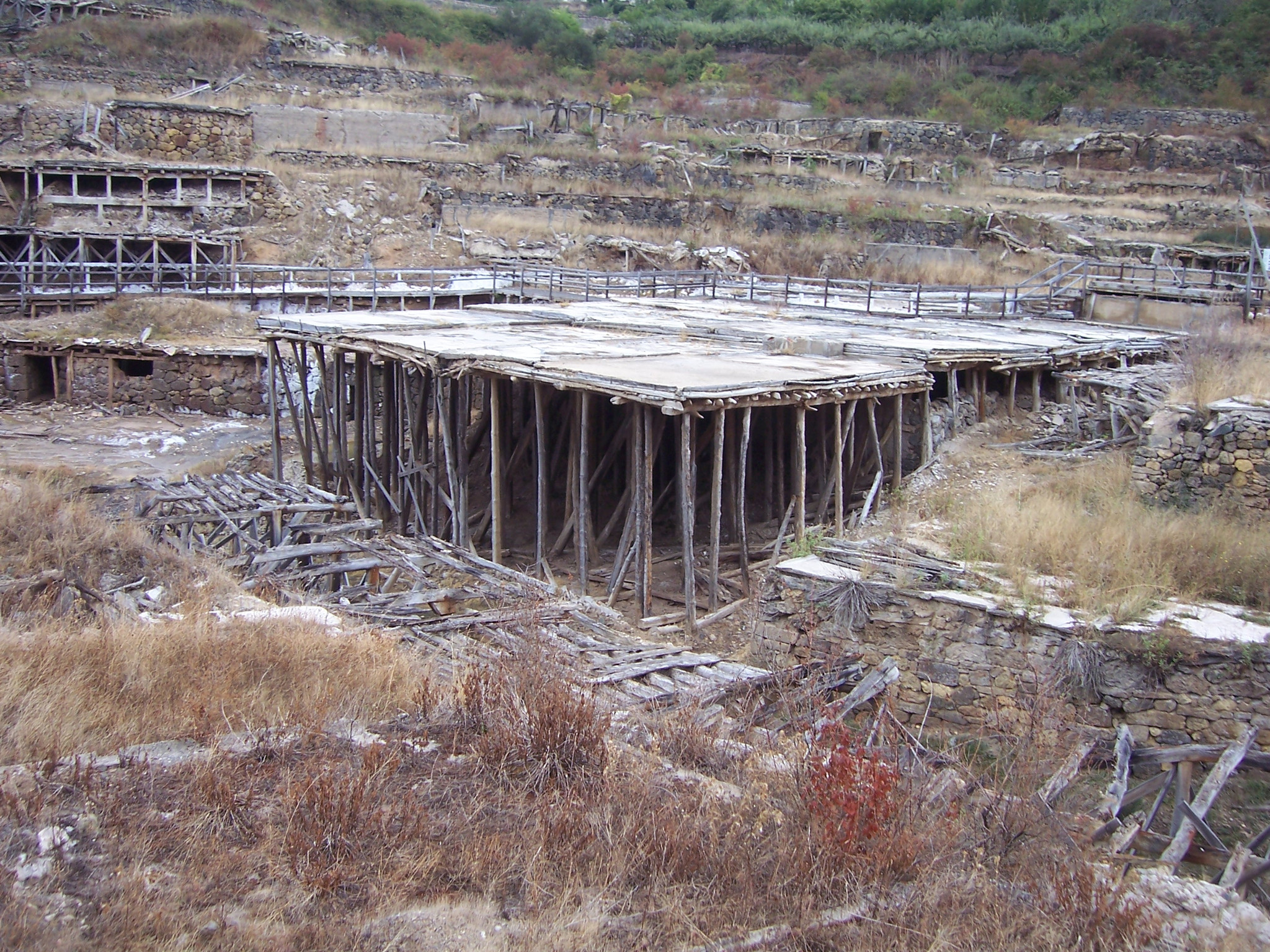
Era sobre pilares.

## Fauna y flora

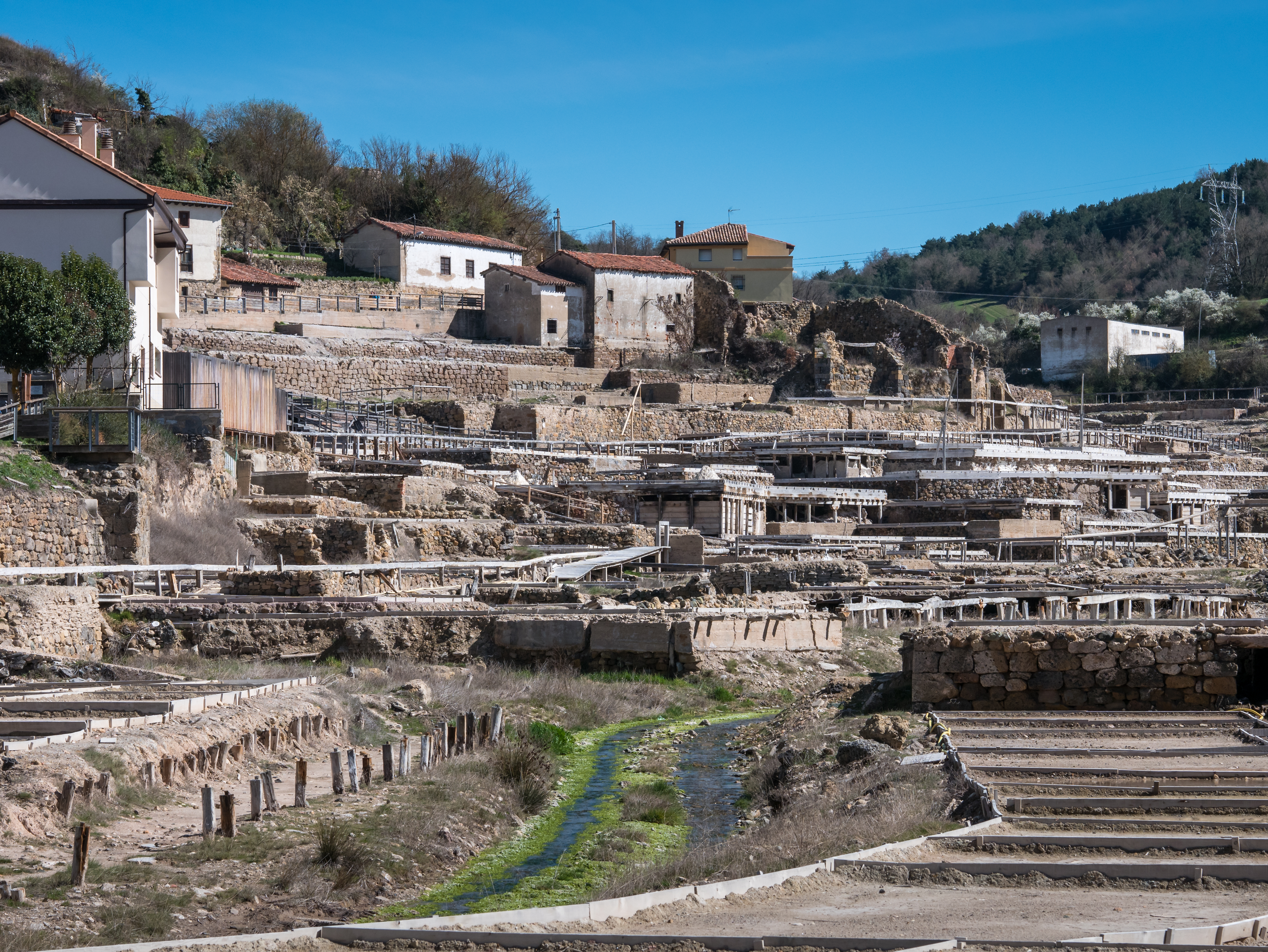
Vegetación halófila en el río Muera

La peculiaridad de la flora de las salinas se basa en la existencia de una serie de especies ligadas a ambientes salinos (vegetación halófila). La fauna halófila del valle salado está compuesta en su totalidad por invertebrados. Entre ellos destaca un tipo de crustáceo que habita en los pozos de salmuera y que es denominado Artemia parthenogenetica. Debido a la importancia de su Biodiversidad, el Valle Salado está incluido en el listado de  Humedales Ramsar de Importancia Internacional

## Reconocimiento
En 2015, el Valle Salado de Añana fue reconocido como Premio Unión Europea de Patrimonio Cultural-Premio Europa Nostra.
En 2017, el lugar fue incluido por la FAO en su lista de Sistemas Importantes del Patrimonio Agrícola Mundial.
En 2019, el Valle Salado de Añana fue nombrado un Anchor Point en la más importante ruta turística europea de patrimonio industrial, la European Route of Industrial Heritage (ERIH).